# Radosław Marcinkiewicz
Radosław Marcinkiewicz (* 1. března 1986) je polský zápasník–volnostylař.

## Sportovní kariéra
Zápasení se věnoval od 10 let v rodném Namysłówě. Pod vedením trenéra Krzysztofa Pawlaka se v klubu LKS Orzeł specializoval na volný styl. V polské mužské reprezentaci se pohyboval od roku 2006 ve váze do 74 kg jako sparingpartner svého zkušenějšího klubového kolegy Krystiana Brzozowského. Od roku 2009 přestoupil do vyšší váhy do 84 (86) kg, ve které bojoval o post reprezentační jedničky s Maciejem Balawenderem. V roce 2012 se na olympijské hry v Londýně nekvalifikoval. Po úspěšném roce 2015 prohrál nominaci na olympijské hry v Riu v roce 2016 se Zbigniewem Baranowskim.

## Výsledky
| Olympijské hry     |     |    |   | —   |    |     |   | — |     |     |     | — |    |   |     | — |   |   |     |  |  |  |  |  |  |  |
| Mistrovství světa  |     |    |   |     | —  | —   | — |   | úč. | —   | úč. |   | —  | — | úč. |   | — | — | —   |  |  |  |  |  |  |  |
| Evropské hry       |     |    |   |     |    |     |   |   |     |     |     |   |    |   | 3.  |   |   |   | —   |  |  |  |  |  |  |  |
| Mistrovství Evropy |     |    |   | —   | —  | —   | — | — | 5.  | úč. | —   | — | 8. | — | 3.  | — | — | — | úč. |  |  |  |  |  |  |  |
| MS juniorů         | —   |    | — |     | —  | úč. |   |   |     |     |     |   |    |   |     |   |   |   |     |  |  |  |  |  |  |  |
| ME juniorů         |     | —  |   | úč. | 5. | 5.  |   |   |     |     |     |   |    |   |     |   |   |   |     |  |  |  |  |  |  |  |
| ME dorostenců      | úč. | 6. | — |     |    |     |   |   |     |     |     |   |    |   |     |   |   |   |     |  |  |  |  |  |  |  |